# Żmijownik
Żmijownik, mięśliwonia (Dracontium L.) – rodzaj roślin zielnych z rodziny obrazkowatych, obejmujący 24 gatunki, występujące w tropikalnej Ameryce, od Meksyku do Paragwaju. Rośliny z tego rodzaju osiągają wysokość 6 metrów i wyglądem przypominają drzewko o parasolowatej koronie. Ich bulwy stanowią składnik diety niektórych amerykańskich zwierząt roślinożernych, są także spożywane przez Indian. Wiele gatunków żmijowników w medycynie tradycyjnej stosowanych jest jako remedium na ukąszenia jadowitych węży i inne dolegliwości. Mimo swojej atrakcyjności są to rośliny bardzo rzadko spotykane w uprawie.

## Rozmieszczenie geograficzne
Północny kraniec zasięgu geograficznego żmijowników wyznacza równoleżnik 15°22'N, do którego w meksykańskim dystrykcie Soconusco w stanie Chiapas sięga Dracontium soconuscum. Najdalej na południu żmijowniki występują w południowoamerykańskich tropikach na zwrotniku Koziorożca w Paragwaju, gdzie występuje Dracontium margaretae. Wschodni obszar występowania żmijowników ograniczony jest południkiem 44°28'W, w brazylijskim Maranhão, natomiast na zachodzie rośliny te występują aż do wybrzeża Pacyfiku w Kolumbii, Ekwadorze i Peru. Na wskazanym obszarze żmijowniki są nieobecne na Kubie, w Chile, Argentynie i Urugwaju. Centrum różnorodności rodzaju jest w Amazonii, na granicy Gujany, Gujany Francuskiej, Wenezueli i Brazylii. Na obszarze tym występuje 7 gatunków żmijowników. Pięć gatunków Dracontium występuje w peruwiańskim stanie Loreto. Najszerzej rozprzestrzenionym gatunkiem żmijownika jest Dracontium spruceanum, obserwowane od Kostaryki do Ekwadoru, Peru i Brazylii. Jako jedyny z gatunków tego rodzaju występuje na obu zboczach Andów. Pozostałe spotykane są na zboczach wschodnich, z wyjątkiem D. croatii występującego wyłącznie na zboczach zachodnich. Spośród wszystkich znanych obecnie gatunków Dracontium dziewięć to endemity znane jedynie z kilku stanowisk: D. bogneri, D. dubium, D. guianense, D. longipes, D. nivosum, D. polyphyllum, D. prancei, D. ulei i D. croatii.

## Morfologia

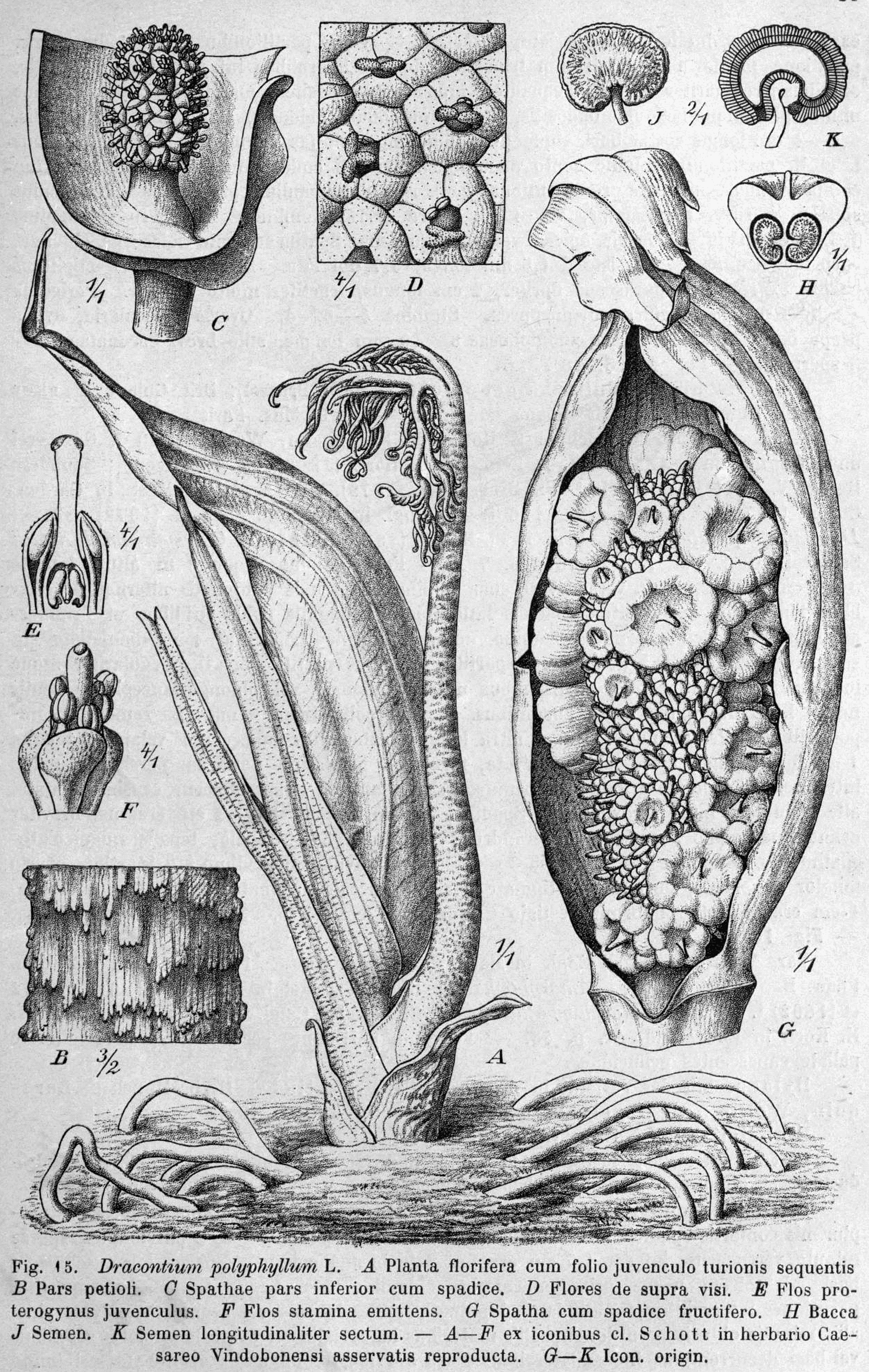
Budowa żmijownika wielolistnego

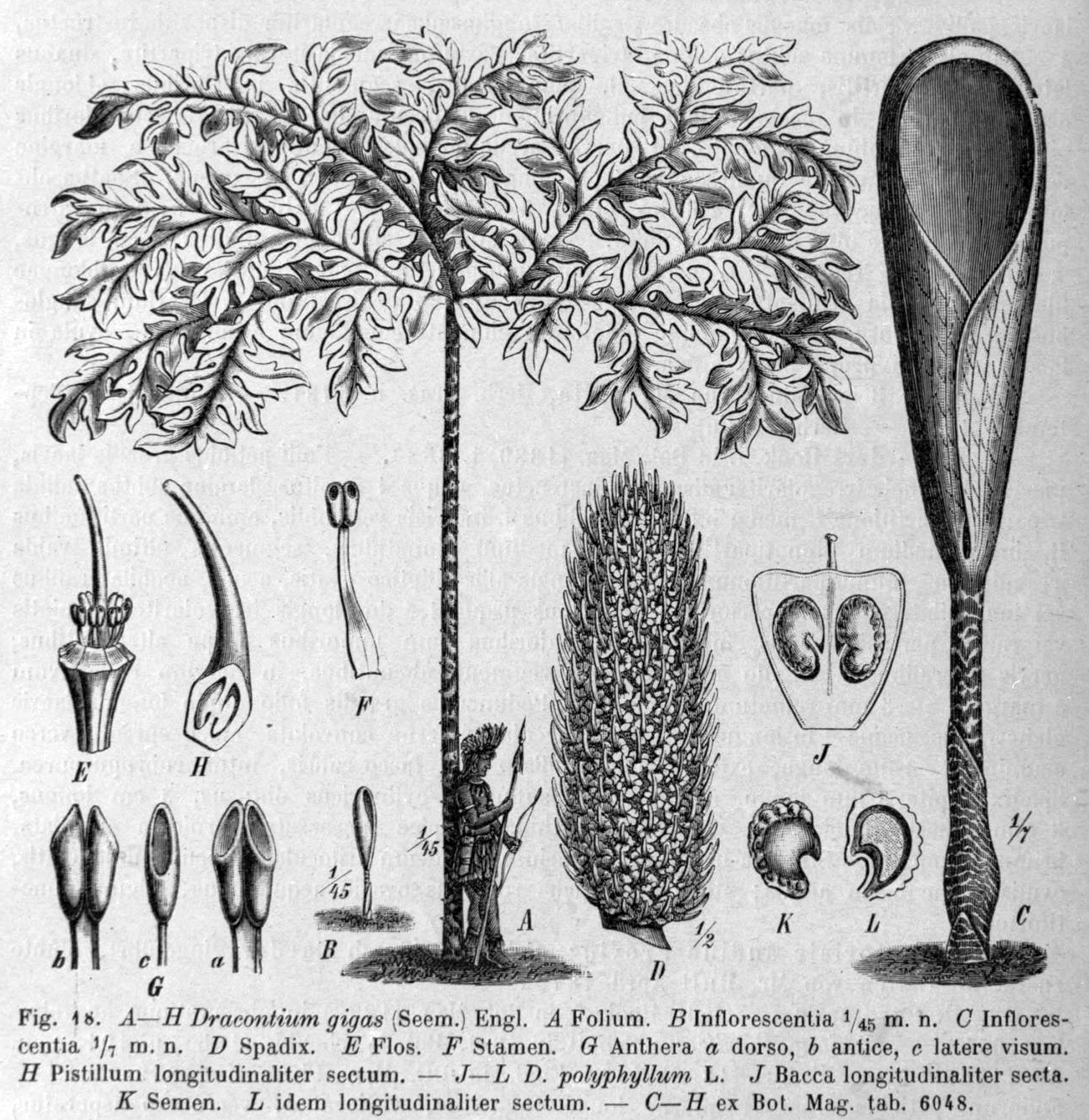
Budowa Dracontium gigas

PokrójRośliny zielne osiągające okazałe rozmiary. Jedynie D. margaretae jest niższy niż 1 metr, większość gatunków osiąga wysokość 2 metrów, a D. peruvianum bywa wyższy niż 4 metry (osiąga maksymalnie 6 metrów). Po wypuszczeniu liścia roślina przypomina wyglądem małe drzewko o parasolowatej koronie.
ŁodygaPodziemne, kuliste, bogate w skrobię bulwy pędowe o spłaszczonym wierzchołku. Zgromadzone w bulwie substancje zapasowe są niemal w całości zużywane przez roślinę na stworzenie kwiatostanu i liścia, a następnie ponownie uzupełniane. Proces ten powoduje zmianę wysokości bulwy i skutkuje powstawaniem w glebie wolnych przestrzeni pod bulwą (o wysokości 3–8 cm) i nad nią (1–3 cm). Wolna przestrzeń powyżej bulwy pozwala rozrastać się bulwkom i korzeniom przybyszowym. Przestrzeń pod bulwą powoduje zagłębienie się łodygi w podłożu, po przejściu rośliny w okres spoczynku i obumarciu korzeni przybyszowych.
RozmnóżkiNa wierzchołku bulwy pędowej, rzadziej po jej bokach, powstaje wiele luźno przytwierdzonych bulwek, wydłużonych, jajowatych do eliptycznych lub cylindrycznych, często bocznie spłaszczonych, o długości od 0,5 do 3 cm i średnicy 0,5–1 cm. Rozmnóżki te są jasnobrązowe i posiadają więcej niż jeden ciemnobrązowy merystem wierzchołkowy. Bulwki przez większość czasu pozostają uśpione. Po dojrzeniu bulwki tworzą pojedynczy pąk szczytowy oraz niezależne korzenie.
KorzenieKorzenie żmijowników tworzą system wiązkowy. Pierwotne korzenie przybyszowe wyrastają z wierzchołka bulwy i rosną w dół we wszystkich kierunkach, całkowicie ją otaczając. Korzenie wtórne powstają tuż poniżej wierzchołka bulwy pędowej i rozgałęziają się na wiele mniejszych korzeni. Oprócz pobierania wody i składników odżywczych korzenie odpowiedzialne są za podtrzymanie i zagłębianie rośliny w podłożu. Po przejściu żmijownika w okres spoczynku korzenie obumierają.
LiścieNa wczesnym etapie rozwoju pędów naziemnych są one często całkowicie otoczone katafilami, chroniącymi ich wzrost. Liście te są jasno- do ciemnobrązowych i często zabarwione na różowo, niekiedy z purpurowymi kropkami. Dorastają do 20 cm powyżej poziomu podłoża. Szybko obumierają, wysychając i brązowiejąc, a następnie rozkładając się tak, że na etapie rozwinięcia trofofila są one już właściwie niewidoczne. W okresie wegetacji z merystemu wierzchołkowego bulwy pędowej powstaje pojedynczy (bardzo rzadko więcej) liść właściwy, składający się z długiego, cylindrycznego i lekko zwężającego się ogonka oraz trójdzielnej blaszki, parasolowato rozłożonej poziomo lub pod kątem 45° do osi ogonka. Ogonki liściowe żmijowników są grube i miękiszowe. Osiągają długość 2 metrów, niekiedy dorastając nawet do 6 metrów. Zewnętrzna powierzchnia ogonków jest często bardzo barwna, ciemnozielona lub purpurowa, niekiedy brązowo zabarwiona, jasnozielono lub kremowo cętkowana i przypomina rysunek skóry gadów. Tekstura powierzchni ogonków jest zależna od gatunku żmijownika, od bardzo gładkiej do szorstkiej i pokrytej kolczastymi wypukłościami. Nasada ogonka tworzy zwiniętą pochwę, tworzącą zamkniętą przestrzeń, przez którą wyrasta pęd kwiatostanowy. Przestwory międzykomórkowe w ogonku są cylindryczne i puste, osiągają długość 6 cm i szerokość 0,5 cm. Blaszki liściowe żmijowników dzielą się wielokrotnie i nieregularnie. U nasady rozdzielają się na trzy osadki pierwszego rzędu, na których osadzone są główne, pierzastodzielne segmenty blaszki, o długości od 50 do 150 cm i szerokości od 50 do 180 cm. Dalszymi osiami podziału są osadki drugiego rzędu, dzielące segmenty blaszki na sekcje (środkowy trychotomicznie, a boczne dychotomicznie), i osadki trzeciego rzędu, dzielące poszczególne sekcje jednokrotnie lub dwukrotnie na dalsze części. Całobrzegie lub falisto wcięte listki, wolne (np. D. spruceanum) lub zlewające się ze sobą (D. gigas), położone są na wierzchołkach każdej części blaszki liściowej, a także wzdłuż osadek, niekiedy je oskrzydlając. Są papierowate do cienko skórzastych, ich górna powierzchnia jest zwykle zielona do ciemnozielonej i błyszcząca (rzadko matowa); dolna część jest zwykle jaśniejsza. Wzdłuż osadek blaszki liściowe mogą być perforowane. Osadki mogą być plamiste i o strukturze ogonka liściowego, jednak o jaśniejszym zabarwieniu, lub jednokolorowe, jasnozielone do brązowawych. Żyłki główne unerwienia listków oraz żyłki pierwszorzędowe są wypukłe i jasnozielone. Żyłki drugorzędowe odchodzą od pierwszorzędowych pierzaście, w kierunku wierzchołka, schodząc się w żyłkę marginalną. Liście młodych roślin są zwykle strzałkowate, rzadko równowąskie lub trójlistkowe do dłoniasto złożonych. Pędy kwiatostanowe otoczone są u nasady podsadkami, zbliżonymi do katafili, ograniczonymi do nasady pędu (D. plowmanii) lub dłuższymi od niego i otaczającymi nasadę pochwy kwiatostanu (D. prancei). Podsadki gniją bezpośrednio po przekwitnięciu rośliny.
KwiatostanyŻmijowniki są roślinami jednopiennymi, tworzącymi pojedynczy (rzadko kilka) kwiatostan typu kolbiastego pseudancjum, przed pojawieniem się liścia właściwego lub bezpośrednio po nim. Pęd kwiatostanowy jest zbudowany i ubarwiony tak samo jak ogonek liściowy, aczkolwiek jest smuklejszy i jaśniejszy. W zależności od gatunku bądź jest bardzo krótki i praktycznie nie wyrasta ponad poziom podłoża (np. D. changuango, D. ulei), bądź jest równej długości lub dłuższy od ogonka liściowego (D. spruceanum). Kształt i rozmiar pochwy kwiatostanu jest najistotniejszym czynnikiem rozróżniającym poszczególne gatunki żmijowników. W okresie kwitnięcia osiąga od kilku centymetrów długości i 1 cm szerokości (D. bogneri) do 85 cm długości i 20 cm szerokości (D. gigas). Pochwy są mniej więcej kapturkowate i łódkokształtne (np. D. asperum, D. gigas, D. pitteri) lub gwałtownie ścieśnione i spiczaste (np. D. angustispathum, D. changuango, D. spruceanum). Brzegi pochwy mogą głęboko zachodzić na siebie u nasady, tworząc dzwonowatą tubę, szeroko otwierającą się powyżej (np. D. grayumianum, D. soconuscum), głęboko zachodzić na siebie w dolnej ⅓ długości i wąsko otwierać się powyżej (np. D. gigas, D. prancei) lub płytko zachodzić na siebie (np. D. polyphyllum). Wierzchołek pochwy jest wąsko lub szeroko spiczasty, wzniesiony, wygięty pod kątem nie większym niż 45° (np. D. angustispathum, D. spruceanum) lub pod kątem nawet do 90° (np. D. amazonensne, D. asperum). Powierzchnia zewnętrzna pochwy jest matowa i pokryta wieloma podłużnymi paskami, bordowawo-zielona (D. spruceanum), purpurowo-czerwona lub oliwkowo-brązowa (D. polyphyllum) lub zielona (D. croatii), czasami jaśniejsza u nasady. Wnętrze pochwy może być błyszczące (D. plowmanii, D. angustispathum), niemal błyszczące (D. pittieri, D. gigas) lub gęsto pokryte prześwitującymi łuskami (D. purdieanum, D. changuango); bordowe (D. polyphyllum), bordowo-czerwonawe (D. asperum, D. soconuscum) lub czerwonawo-brązowe do oliwkowo-brązowego (D. spruceanum). Powierzchnia wnętrza pochwy zwykle pokryta jest białawo lub brązowawo cętkowanymi szparkami, przypominającymi gruczoły, odpowiedzialnymi za emisję zapachu i będącymi najprawdopodobniej osmoforami. Kolba żmijowników jest cylindryczna, rzadziej cylindryczno-stożkowata lub kulista, siedząca lub osadzona na trzonku o długości od 5 do 25 mm. W okresie kwitnienia jej długość osiąga od 1 do 9 cm, a średnica od 0,5 do 2 cm. W okresie owocowania kolba znacznie się wydłuża, osiągając od 4 do 25 cm długości i od 4 do 10 cm średnicy. Kolor kolby związany jest z barwą listków okwiatu i szyjek słupka: ciemnopurpurowy, zielony, jasnobrązowy lub szary. U niektórych gatunków (D. changuango, D. grayumianum, D. purdieanum i D. soconuscum) listki okwiatu kwiatów położonych na wierzchołku kolby wydłużają, tworząc wyrostek około jednocentymetrowej długości, o nieznanej funkcji.
KwiatyKwiaty żmijowników są obupłciowe. Położone są na kolbie spiralnie i składają się z okwiatu, pojedynczego słupka i od 4 do 19 pręcików. Okwiat składa się z od 4 do 8 listków rozszerzających się w kierunku wierzchołka, otaczających słupek i pręciki. Wierzchołki listków są zielonkawe do purpurowych i pokryte żółtawymi komórkami rafidów. W dolnej części listki są przejrzystobiałe do lekko brązowych, niekiedy z czerwonymi lub czerwono-purpurowymi kropkami. Zalążnie są jajowate, jasnozielone i niepełno dwu- do pięciokomorowe z łożyskami położonymi bazalnie lub osiowo. W każdej komorze powstaje pojedynczy zalążek, amfitropowy do kampylotropowego. Szyjka słupka wyrasta na 0,5 do 5 mm powyżej listków okwiatu. Znamię słupka jest całobrzegie lub dwu- do czterolistkowe, zwykle w okresie kwitnienia pokryte przezroczystym, kleistym płynem, wysychającym po przekwitnięciu. Nitki pręcików są wydłużone i często lekko rozszerzone, niemal spłaszczone i nagle zwężone przywierzchołkowo, tworząc łącznik pylników. Pylniki są równowąsko-eliptyczne i dużo dłuższe od łącznika, często żółte, zmieniające kolor na czerwono-brązowy. Otwierają się wierzchołkowo przez podłużną szczelinę. Jednobruzdowy pyłek o bezotworowej egzynie wyłania się w nitkach i sięga znamion słupków. Ziarna pyłku osiągają wielkość od 17,9×31,8 (D. amazonense) do 31,3×48 μm (D. changuango).
OwoceOwocami żmijowników są kuliste (D. spruceanum), kulisto-kanciaste (D. grayumianum i D. longipes) lub wydłużone (D. angustispathum) jagody, zawierające od jednego (D. angustispathum) do siedmiu (D. polyphyllum) nasion. Niedojrzałe owoce są przeważnie zielone. Dojrzałe mogą być pomarańczowe (D. angustispathum, D. changuango, D. croatii, D. gigas, D. drayumianum, D. peruvianum, D. pittieri i D. spruceanum), purpurowe (D. asperum), zielonkawo-purpurowe (D. bogneri, D. polyphyllum), czerwonawe lub purpurowo-czerwone (D. margaretae i D. purdieanum), albo purpurowo-brązowe (D. soconuscum i niekiedy D. gigas); są zwykle ciemniejsze przy wierzchołku. Jagody mogą być lekko wklęśnięte wokół pozostałości szyjki słupka (D. bogneri, D. changuango i D. soconuscum) lub zaokrąglone (D. angustispathum i D. spruceanum). Owocnie często pokryte są małymi, białawymi komórkami rafidów i niekiedy czerwonymi kropkami. Budowa nasion żmijowników jest bardzo zróżnicowana. Nasiona osiągają średnicę od 3 mm (D. bogneri) do 1 cm (D. croatii i D. peruvianum). Mogą być okrągłe (D. croatii, D. gigas i D. pittieri), wydłużone (D. spruceanum i D grayumianum), nerkowate (D. polyphyllum i D. plowmanii) lub trójkątne (D. asperum). Przeważnie są bocznie spłaszczone, wypukłe (D. polyphyllum) lub wklęsłe (D. asperum), gładkie (D. polyphyllum, D. asperum i D. bogneri), pokryte brodawkowatymi wypustkami (D. spruceanum), z trzema grzbietowymi grzebieniami (D. gigas, D. pittieri, D. peruvianum i D. spruceanum), pojedynczym grzebieniem (D. polyphyllum, D. asperum i D. plowmanii) lub pozbawione tego elementu (D. bogneri).
Gatunki podobnePrzedstawiciele rodzaju Pycnospatha, od których różnią się przede wszystkim obecnością okwiatu i neotropikalnym zasięgiem geograficznym oraz rodzaju dziwidło z podrodziny Aroideae, od których różnią się przede wszystkim biseksualnymi kwiatami

## Biologia

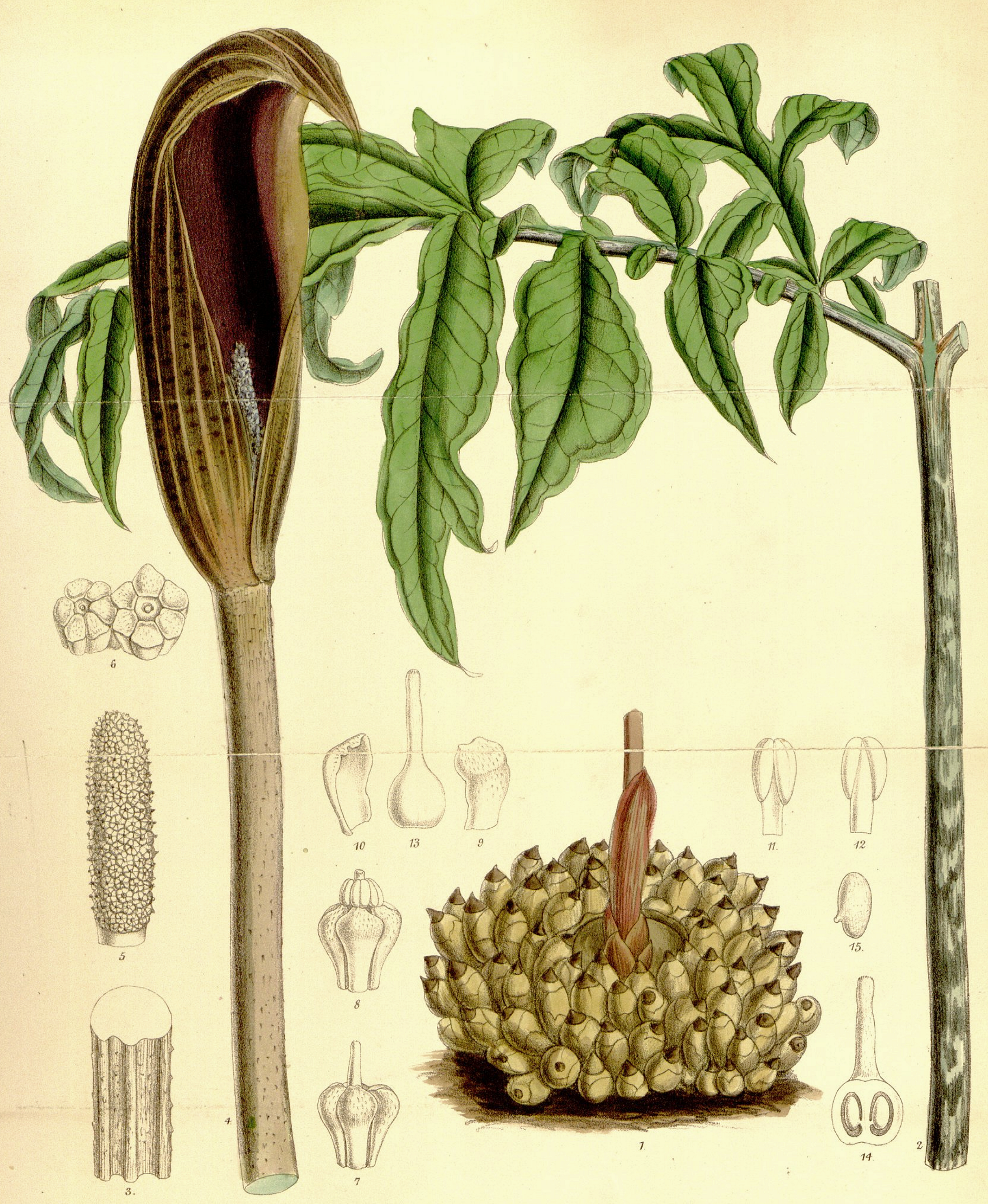
Dracontium asperum

RozwójRośliny z rodzaju Dracontium są wieloletnimi geofitami, przechodzącymi okresowy spoczynek. Rośliny kwitną przez cały rok (np. D. spruceanum), jedynie w porze deszczowej (np. D. grayumianum i D. pittieri) lub jedynie w porze suchej (np. D. gigas). Kwiatostan pojawia się na okres od 4 do 6 tygodni. W przypadku udanego zapylenia owoce dojrzewają od kilku do kilkunastu miesięcy. Kwiaty żmijowników są protogyniczne, zalążnie dojrzewają na tydzień lub dwa tygodnie przed wypuszczeniem pyłku przez pręciki. Kwiaty dojrzewają bazypetalnie, tj. sukcesywnie od wierzchołka do nasady kolby. Proces kwitnienia zajmuje od 2 do 4 tygodni. Pyłek może więc zapłodnić położone niżej zalążnie, a jedynie kwiaty położone najwyżej na kolbie wymagają do zapłodnienia pyłku z innych roślin. W okresie kwitnienia pochwa kwiatostanu wydziela obrzydliwy odór przypominający gnijące mięso, zdechłą rybę lub rozkładające się warzywa. Niektóre gatunki emitują zapach od wczesnego poranka do późnego popołudnia (D. gigas, D. polyphyllum), inne od późnego ranka do wczesnego popołudnia (D. soconuscum) lub od popołudnia do późnego wieczora (D. croatii). Owady zapylające kwiaty żmijowników są nieznane. Uważa się, że są to rośliny owadopylne, zapylane przez muchówki. Mechanizm dystrybucji nasion żmijowników nie został do końca poznany. Luźno położone w owocostanie jagody większości gatunków tych roślin są kolorowe i nie emitują zapachu, są więc przystosowane do zbierania przez ptaki. Jedynie w przypadku D. grayumianum owoce wydzielają słodki aromat i są słodkie, co jest typowe dla roślin, których nasiona dystrybuowane są przez ssaki. Istotnym sposobem reprodukcji żmijowników jest rozmnażanie wegetatywne, przez rozmnóżki oraz guzowate twory powstające na bulwie pędowej. Bulwki pozostają w stanie uśpienia przez kilka lat. Wykazano, że stymulowanie ich wzrostu przez zranienia, podawanie hormonów wzrostu czy stosowanie różnych podłoży i temperatury nie ma wpływu na rozpoczęcie przez nie wegetacji. Niekiedy z bulwek powstają nowe rośliny dopiero po obumarciu głównej bulwy pędowej, a niekiedy jeszcze wtedy, gdy bulwka pozostaje przytwierdzona do bulwy matecznej. Wykazano, że rozmnóżki roślin regularnie kwitnących i owocujących pozostają uśpione, a czynnikiem stymulującym rozpoczęcie przez nie wegetacji jest uszkodzenie rośliny.
Cechy fitochemiczneW tkankach żmijowników obecne są idioblasty zawierające wiązki rafidów. Bulwy roślin z gatunku Dracontium spruceanum zawierają oksylipiny z grupy eikozanoidów, mające stymulujący wpływ na układ odpornościowy człowieka. Działanie antyoksydacyjne wykazują zawarte w roślinach taniny, flawony, flawanony oraz antycyjanidyny. Poza tym występują w nich: antranole, steroidy, saponiny, ksantony, alkaloidy, gumy, śluzy, pektyny, żywice.
GenetykaWszystkie gatunki żmijownika posiadają tę samą liczbę chromosomów: 2n = 26.

## Ekologia
SiedliskoŻmijowniki występują przeważnie na wysokości od 0 do 500 m n.p.m., jedynie Dracontium croatii, ekwadorski endemit, występuje na wysokości od 800 do 1 200 m, a D. pittieri, D. grandispathum i D. spruceanum występują na wysokości do około 1 200 m. Rośliny te zasiedlają podgórskie i tropikalne wilgotne lasy równikowe, gdzie występują wzdłuż brzegów lasów, oraz okresowo podmokłe tereny bezludne lub opuszczone. Jedynie Dracontium margaretae występuje również na okresowych bagnach.
Interakcje z innymi gatunkamiBulwy żmijowników stanowią składnik diety południowoamerykańskich gryzoni z rodzaju aguti oraz pekari. Zwierzęta te są odpowiedzialne za rozprzestrzenianie bulwek tych roślin.

## Systematyka

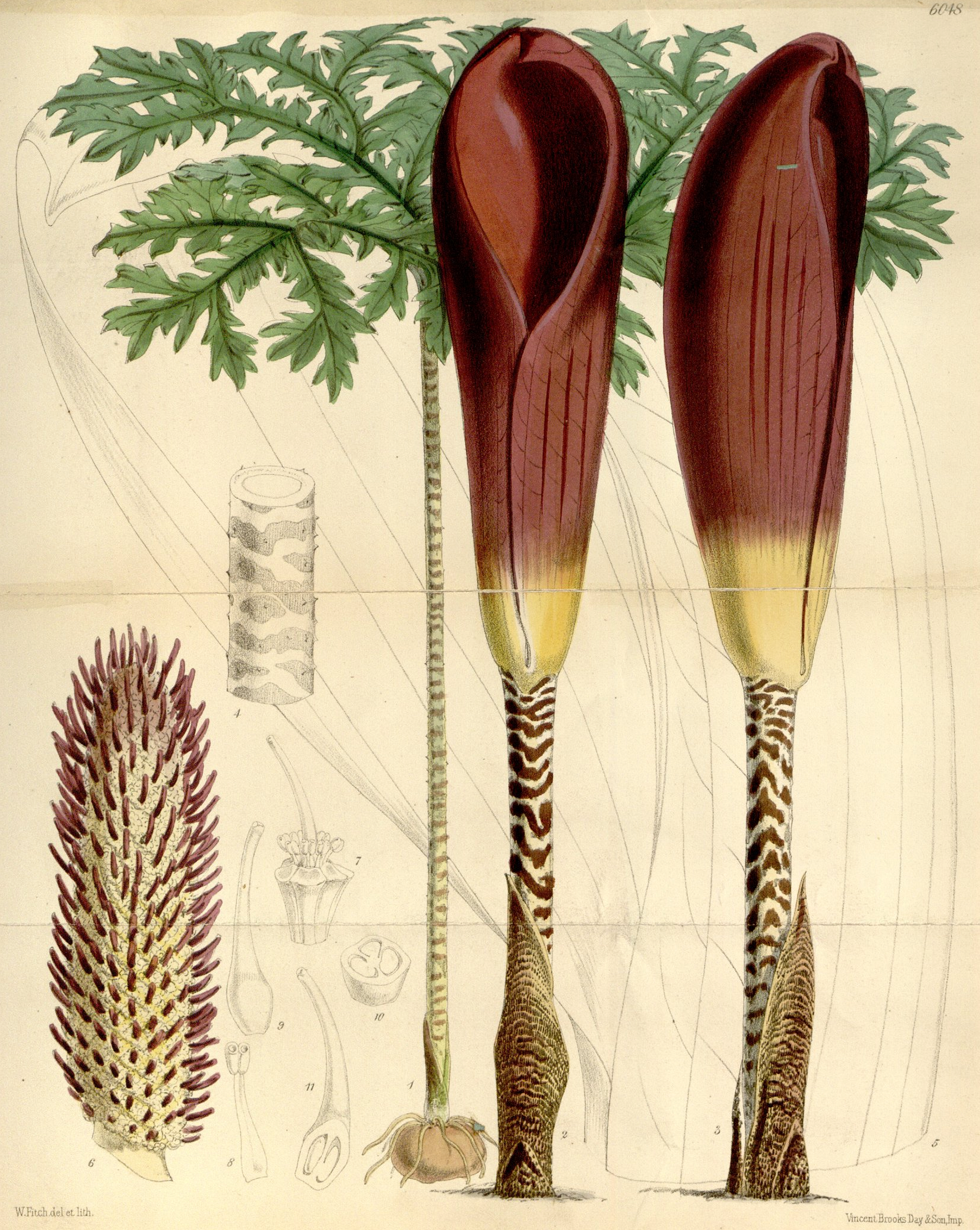
Dracontium gigas

Historia badań taksonomicznychPierwszy gatunek Dracontium został opisany w pracy Paula Hermanna Paradisi batavi prodromus w roku 1689. W dziele tym opisano roślinę sprowadzoną w drugiej połowie XVII wieku do ogrodów holenderskich z Surinamu. Hermann nazwał tę roślinę Arum polyphyllum, dictum Dracontium lub Dracontium americanum. W roku 1737 Karol Linneusz opublikował pierwszy obszerny opis tej rośliny, a 16 lat później, w Species Plantarum, nadał jej nazwę Dracontium polyphyllum i razem z 4 innymi gatunkami roślin wyodrębnił do osobnego rodzaju Dracontium. Do połowy XIX wieku gatunki inne niż D. polyphyllum zostały wyodrębnione do innych rodzajów:
- D. foetidum L. do rodzaju Symplocarpus w 1817 (obecnie S. foetidus),
- D. camtchatcense L. do rodzaju Pothos w 1826 (w 1857 do rodzaju Lysichiton, obecnie L. camtschatcensis),
- D. pertusum L. do rodzaju Monstera w 1830 (obecnie M. adansonii),
- D. spinosum L. do rodzaju Pothos w 1831 (od 1864 Lasia, obecnie L. spinosa).

Żmijownik pozostał rodzajem monotypowym do 1844 roku, kiedy Carl Sigismund Kunth opisał roślinę sprowadzoną z Gujany do Berlina jako Dracontium dubium. W 1857 Adolf Engler, na podstawie różnic w budowie zalążni, wyodrębnił ten gatunek do odrębnego rodzaju, jako Echidnium schomburgkii. W tym samym roku opisał inną roślinę, jako Ophione purdieana, a rok później następną jako Echidnium spruceanum. W 1889 Engler uznał rodzaj Echidnium za podrodzaj Dracontium, by wycofać się z tej decyzji w roku 1911, ponownie wyodrębniając go do rangi rodzaju. Dopiero w 1985 Joseph Bogner uznał argumenty Englera za niewystarczające i ponownie synonimizował Echidnium w rodzaj Dracontium, uznając za prawidłowe nazwy D. dubium i D. spruceanum. W 1859 Karl Koch opisał roślinę sprowadzoną do Berlina z Amsterdamu jako gatunek żmijownika, D. asperum. 6 lat później Heinrich Wilhelm Schott wyodrębnił tę roślinę do osobnego rodzaju Chersydrium, jako Ch. jararaca; gatunek ten został ponownie włączony do rodzaju Dracontium przez R. Govaertsa w 1999 roku, pod nazwą określoną przez Kocha. W 1869 Berthold Seemann opisał roślinę sprowadzoną z Nikaragui jako Godwinia gigas, którą 10 lat później Adolf Engler zaklasyfikował jako Dracontium gigas. W 1905 Engler opisał 2 kolejne gatunki żmijownika, D. longipes i D. pittieri, na podstawie materiału sprowadzonego z Brazylii i Kostaryki, a po 6 latach włączył Ophione purdieana do rodzaju Dracontium, jako D. purdieanum. W 1914 Kurt Krause opisał jako D. ulei roślinę sprowadzoną z Brazylii. Kolejne gatunki żmijownika zostały opisane w 1949 przez Matudę (jako D. soconuscum), w 1981 przez Bognera (D. margaretae) i w 1995 przez Zhu (D. croatii). Przełom w badaniach rodzaju nastąpił w roku 2004, kiedy Zhu i Croat opisali, w ramach rewizji rodzaju, 10 nowych gatunków żmijowników wraz ze szczegółowym, współczesnym opisem już poznanych gatunków. W 2007 Morgan i Sperling odkryli ostatni ze znanych obecnie gatunków tych roślin (D. iquitense).
Pozycja rodzaju według Angiosperm Phylogeny Website (aktualizowany system APG IV z 2016)Należy do podrodziny Lasioideae, rodziny obrazkowatych (Araceae), rzędu żabieńcowców (Alismatales) w kladzie jednoliściennych (ang. monocots).
Gatunki
- Dracontium amazonense G.H.Zhu & Croat
- Dracontium angustispathum G.H.Zhu & Croat
- Dracontium asperispathum G.H.Zhu & Croat
- Dracontium asperum K.Koch
- Dracontium bogneri G.H.Zhu & Croat
- Dracontium croatii G.H.Zhu
- Dracontium dubium Kunth
- Dracontium gigas (Seem.) Engl. in A.L.P.de Candolle & A.C.P.de Candolle
- Dracontium grandispathum G.H.Zhu & Croat
- Dracontium grayumianum G.H.Zhu & Croat
- Dracontium guianense G.H.Zhu & Croat
- Dracontium iquitense E.C.Morgan & J.A.Sperling
- Dracontium longipes Engl.
- Dracontium margaretae Bogner
- Dracontium nivosum (Lem.) G.H.Zhu in R.H.A.Govaerts & D.G.Frodin
- Dracontium peruvianum G.H.Zhu & Croat
- Dracontium pittieri Engl.
- Dracontium plowmanii G.H.Zhu & Croat
- Dracontium polyphyllum L. – żmijownik wielolistny
- Dracontium prancei G.H.Zhu & Croat
- Dracontium purdieanum (Schott) Engl.
- Dracontium soconuscum Matuda
- Dracontium spruceanum (Schott) G.H.Zhu (syn. Dracontium loretense Krause)
- Dracontium ulei K.Krause

## Nazewnictwo
Toponimia nazwy naukowejNazwa rodzaju pochodzi od greckiego słowa δράκοντίων (drakontion – smok, wąż) i odnosi się do ubarwienia ogonków liściowych, przypominającego rysunek skóry gadów. Nazwa ta była używana już w czasach starożytnych (w pracach Teofrasta, Hipokratesa i Pliniusza) na określenie roślin występujących w Europie, zaliczanych obecnie do rodzaju Dracunculus i została przejęta wprost przez Linneusza.
Nazwy rodzajoweNazwa żmijownik dla określenia roślin z rodzaju Dracontium pojawiła się już w pracy Stanisława Wodzickiego z 1827 roku O chodowaniu, użytku, mnożeniu i poznawaniu drzew, krzewów i ziół. W roku 1852 Ignacy Rafał Czerwiakowski w pracy Opisanie róślin jednolistniowych lekarskich i przemysłowych użył dla określenia rodzaju Dracontium nazwy „żmijownik”, podając jako nazwę oboczną „mięśliwonia”. Czerwiakowski podał też polską nazwę gatunku Dracontium polyphyllum („żmijownik wielolistny”). W roku 1894 Erazm Majewski w Słowniku nazwisk zoologicznych i botanicznych polskich... podał polskie nazwy tego rodzaju: „mięśliwonia”, „smoczykorzeń”, „żmijowiec” i „żmijownik”. W roku 1900 Józef Rostafiński w Słowniku polskich imion rodzajów oraz wyż̇szych skupień roślin, poprzedzony historyczną rozprawą o źródłach podał jako nazwy polskie rodzaju: „zmijownik”, „smoczy korzeń”, „mięśliwonia”, „żmijownik”, „źmijownik” i „żmijowiec”. Współczesne słowniki botaniczne nie podają polskiej nazwy tego rodzaju.

## Zagrożenie i ochrona
Dracontium croatii został w roku 2003 uwzględniony w Czerwonej księdze gatunków zagrożonych ze statusem „zagrożony” (EN – A4c, B1ab(iii) ver 3.1). Gatunek ten jest endemiczny dla Ekwadoru, gdzie znanych jest jego 12 subpopulacji na zachodnich stokach Andów, liczących niewiele osobników. Niektóre z siedlisk znajdują się na terenach ochrony obszarowej: rezerwacie Indian Awá oraz rezerwatach przyrody Cotacachi-Cayapas i Los Ilinizas. Roślinie tej zagraża niszczenie siedlisk.

## Zastosowanie
Rośliny leczniczeIndianie Ameryki Południowej stosują rośliny z rodzaju żmijownik (przede wszystkim Dracontium asperum, D. grayumianum, D. pittieri, D. polyphyllum i D. spruceanum) jako remedia na jad węży po ukąszeniu. Sposób użycia i gatunek rośliny różnią się w zależności od obszaru i plemienia Indian. W Brazylii korzenie i ogonki liściowe są rozdrabniane z cukrem i alkoholem i sporządzana jest z nich nalewka, spożywana w razie ukąszenia. Zmacerowana pulpa stosowana jest miejscowo. Ludność Kostaryki stosuje na ugryzienia napar z liści żmijownika. Indianie Peru przykładają na ukąszenia tartą bulwę i surowe kwiatostany lub owocostany. W kraju tym na ukąszenia węży stosowana jest również pieczona pasta z bulw i liści kalatei. W roku 2010 wykazano, że substancje zawarte w bulwach Dracontium croatii częściowo neutralizują jad żmij z rodzaju żararaka.
Miazga z bulw i ogonków liściowych Dracontium spruceanum stosowana jest w Peru bezpośrednio na zranienia oraz bolące stawy. Ludność Achuar używa miażdżonych bulw zmieszanych z dwoma gatunkami roślin z rodzaju psianka na oparzenia i guzy. W Peru bulwa tej rośliny jest spożywana po ugotowaniu w razie bóli w klatce piersiowej. Indianie Kofan z Kolumbii i Ekwadoru używają naparu z Dracontium longipes do leczenia biegunki. Sproszkowana bulwa Dracontium asperum stosowana jest do leczenia astmy, anemii, uporczywego kaszlu oraz w razie braku menstruacji. Sok z bulw tych roślin oraz z liści D. pittieri stosowany jest przeciwrobaczo u zwierząt. D. grayumianum i D. polyphyllum znajdują zastosowanie do leczenia hemoroidów. D. asperum w Surinamie stosowany jest do kąpieli leczniczych, a liście stosowane są przeciwdrgawkowo. W Gujanie D. dubium stosowane są jako antidotum na ukąszenia jadowitych pająków oraz rany zadane przez ogończe. Rozdrobniona bulwa żmijownika wielolistnego stosowane jest również u ludzi do usuwania spod skóry larw muchówki Dermatobia hominis.
Odwary z D. spruceanum wykazują działanie przeciwdrgawkowe, również przeciw drżeniu rąk, znacząco wzmagają odporność organizmu oraz mają właściwości przeciwhistaminowe, przeciwalergiczne oraz przeciwzapalne. W Polsce preparaty z tej rośliny dostępne są jako suplement diety pod nazwą Jergon Sacha.
Rośliny jadalneBulwy Dracontium soconuscum i D. asperum są jadalne. Po ugotowaniu są spożywane jak ziemniaki lub ugniatane z wodą i pite. Także owoce Dracontium spruceanum są jadalne po ugotowaniu.
Rośliny ozdobneNiektóre gatunki żmijowników, przede wszystkim Dracontium asperum, D. croatii, D. gigas i D. polyphyllum są cenione przez ogrodników z uwagi na ubarwienie ogonków liściowych i parasolowate liście właściwe. Dracontium gigas jest uprawiana w ogrodach europejskich od czasu jej odkrycia w Nikaragui w 1869 roku. Inne gatunki, jak D. amazonense, D. prancei, D. soconuscum i D. spruceanum są uprawiane w ogrodach botanicznych w Niemczech, Holandii, Wielkiej Brytanii i Stanach Zjednoczonych.
Inne zastosowaniaW Gujanie sok z D. dubium używany jest do zatruwania strzał. W celu odstraszenia węży Indianie nacierają nogi liśćmi D. spruceanum.

## Uprawa
WymaganiaPodłoże dla żmijowników powinno składać się z 3–5 części torfu, 2 części ziemi ogrodowej, 2 części kory lub innego materiału zwiększającego przepuszczalność i 1 części kompostu. Rośliny najlepiej rosną na częściowo zacienionym stanowisku, nasłonecznionym tylko w chłodniejszych porach dnia. Wymagają temperatury otoczenia nie niższej niż 15 °C.
PielęgnacjaŻmijowniki wymagają umiarkowanego podlewania, około 0,5–0,75 litra od 2 do 4 razy w miesiącu. Podłoże powinno całkowicie przeschnąć na kilka dni między kolejnymi podlewaniami. Po podlaniu należy dopilnować, aby doniczka nie stała w wodzie, a jednocześnie bryła korzeniowa była całkowicie wilgotna. Co 15–20 dni roślinę należy zasilić nawozem bogatym w azot i potas.